# Daguerre (månkrater)
För andra betydelser, se Daguerre.
Daguerre är en nedslagskrater på månen med en diameter av 45 km.
Kratern har fått namn efter den franske kemisten och uppfinnaren Louis Jacques Mandé Daguerre.

## Satellitkratrar
| Daguerre | Latitud | Longitud | Diameter |
| -------- | ------- | -------- | -------- |
| K        | 12.2° S | 35.8° Ö  | 5 km     |
| U        | 15.1° S | 35.7° Ö  | 4 km     |
| X        | 14.0° S | 34.5° Ö  | 4 km     |
| Y        | 13.9° S | 35.4° Ö  | 3 km     |
| Z        | 14.9° S | 34.7° Ö  | 4 km     |